# Амир Чаныш
Амир Идрисович Чанышев (псевдоним Амир Чаныш, тат. Әмир Идрис улы Чанышев, баш. Әмир Чаныш, Әмир Иҙрис улы Чанышев; 15 января 1909 года — 4 апреля 1996 года) — советский литературовед и писатель. Участник Великой Отечественной войны. Член Союза писателей БАССР.

## Биография
Амир Чаныш (Амир Идрисович Чанышев) родился 15 января 1909 года в деревне Павловск Брединского района Челябинской области. Татарин.
Оставшись сиротой, воспитывался в школе-интернате имени Владимира Ильича Ленина в Уфе.
В 1932 году окончил Башкирский педагогический институт (ныне Уфимский университет науки и технологий).
По окончании института работал в Институте национальной культуры (ныне Институт истории, языка и литературы). Был научным сотрудником, затем продолжил работать заместителем директора института.
С 1935 по 1939 год Амир Чаныш учился в аспирантуре Института языкознания Академии наук СССР в Москве. Вступил в Союз писателей Башкирской АССР, при этом едва не попал под репрессии.
8 июля 1936 года на заседании президиума правления Союза писателей БАССР Амир Чаныш был исключен из Союза «за антисоветские высказывания, за протаскивание в литературную критику вредительских установок Бухарина о поэзии». Через некоторое время он вновь сумел восстановиться в рядах Союза.
До войны Амир Чаныш работал заведующим кафедрой Башкирского педагогического института.
Во время Великой Отечественной войны Амир Чанышев участвовал в боях на Курской дуге, в Польше, Чехословакии, Венгрии, Германии.
После войны, в 1945—1954 годах, Амир Идрисович работал заведующим кафедрой Башкирского государственного педагогического института, доцентом Бирского педагогического института (ныне Бирская государственная социально-педагогическая академия).
В 1948 году защитил диссертацию на звание кандидата филологических наук. В 1955—1957 годах читал лекции уже в Туркмении, в Чарджоуском педагогическом институте.
Вернувшись в 1957 году в Уфу работал доцентом кафедры башкирской литературы и фольклора Башкирского государственного университета.
Литературоведческая деятельностью А. Чанышев начал заниматься с 30-х годов XX века. Выступал в печати со статьями, рецензиями на книги, с литературными обзорами. В своих научных трудах исследовал русско-башкирские литературные связи XIX — начала XX века.
В 1974 году Амир Чаныш был награждён медалью «Ветеран труда».
Скончался 4 апреля 1996 года в Уфе. Похоронен на Южном кладбище Уфы.

## Труды
Рассказы «Рассказы гор», «Любовь», «Фиалка», «Родная земля», «Ворона», «Пески долины», «Сынбулатовы», «В пути», «Аптук», «Кавказские рассказы».
Книги «Горы долины», «Цветок полыни», «Клекот беркута», «Сотрясая небеса», «Глоток воды».

## Награды и звания
Орден Отечественной войны II степени